# Dane Coles
Dane Stuart Coles (Paraparauma, Nieuw-Zeeland, 10 december 1986) is een Nieuw-Zeelandse rugbyspeler die sinds 2009 als hooker bij het Nieuw-Zeelandse rugbyteam Hurriances speelt. Coles debuteerde in 2012 bij het nationale Nieuw-Zeelands rugbyteam. Coles wordt als een onvoorspelbaar speler gezien: hij kan tijdens de wedstrijd schakelen tussen twee posities, hooker en wing. Dane Coles heeft deelgenomen aan de Nieuw-Zeelandse selectie op het Wereldkampioenschap 2015 en werd wereldkampioen.